# Орлан білоголовий
Орла́н білоголо́вий (Haliaeetus leucocephalus) — великий хижий птах родини яструбових, що мешкає на території Північної Америки. Він є одним з національних символів США, його стилізоване зображення присутнє на багатьох атрибутах цієї держави, зокрема національному гербі — Великій печатці і президентському штандарті. У першій половині XX століття чисельність популяції білоголового орлана значно знизилася, через що 1967 року він був прийнятий під охорону федерального уряду США. Останнім часом чисельність цього птаха збільшується, і в 1999 році навіть постало питання про вилучення його з федерального переліку видів, що перебувають під загрозою зникнення.

## Назва
Назву українською та деякими іншими мовами птах отримав завдяки своїй білій голові, що відрізняє його від інших споріднених видів. Перша наукова назва птаха Falco leucocephalus, була дана йому Карлом Ліннеєм в 1766 році. Згодом цей вид, вперше описаний в Південній Кароліні, став іменуватися Haliaeetus leucocephalus leucocephalus після того, як на півночі континенту в 1897-му був зареєстрований інший підвид цього птаха H. l. alascanus. Родова назва (Haliaeetus) походить від грец. αλιος і αετός, що буквально означає «морський орел», а видова (leucocephalus) — від грец. λευκός («білий») і κεφαλή («голова»), що все разом звучить як «білоголовий морський орел».
Англійською мовою білоголового орлана називають bald eagle — «лисий орел». Цікаво, що слово bald — «лисий» — є скороченням слова piebald — «строкатий» або «рябий», тобто оригінальною англійською назвою птаха є «строкатий орел».

## Опис

### Зовнішній вигляд
|                                                                                       |  |  |
| Характерне забарвлення молодого (ліворуч) та дорослого (праворуч) білоголових орланів |  |  |

Білоголовий орлан — великий хижий птах завдовжки близько 76—81 см і розмахом крил близько 203 см. Самки виглядають значно більшими, їх вага в середньому становить 5,4 кг, тоді як у самців тільки 4,1 кг. Оперення дорослих птахів, за винятком білої голови, верхньої частини шиї і хвоста — темно-коричневе. Дзьоб великий, виділяється на загальному тлі, яскраво-жовтого кольору, гачкоподібний і заломлений на кінці. Райдужна оболонка ока жовта. Крила широкі, закруглені. Хвіст клиноподібний. Ноги жовтого кольору, наполовину покриті пір'ям, з сильними короткими пальцями і довгими (близько 5 см) кігтями. Кіготь заднього пальця добре розвинений, що дозволяє птахові протикати ним жертву, поки передніми він її утримує.
Статевий диморфізм (видимі відмінності між самцем і самицею), за винятком розміру, не виражений. У молодих птахів оперення, а також колір очей і дзьоба, повністю темно-коричневе, в тому числі голова, шия і хвіст, а тіло (покривне пір'я крил, хвіст і черево) перші чотири-п'ять років життя нерівномірно покрито численними білими або світло-коричневими плямами.
Політ рівномірний, неквапливий, з рідкісними помахами крил. Під час ширяння, широкі крила розставлені під прямим кутом до тіла, а голова витягнута вперед.

### Голос

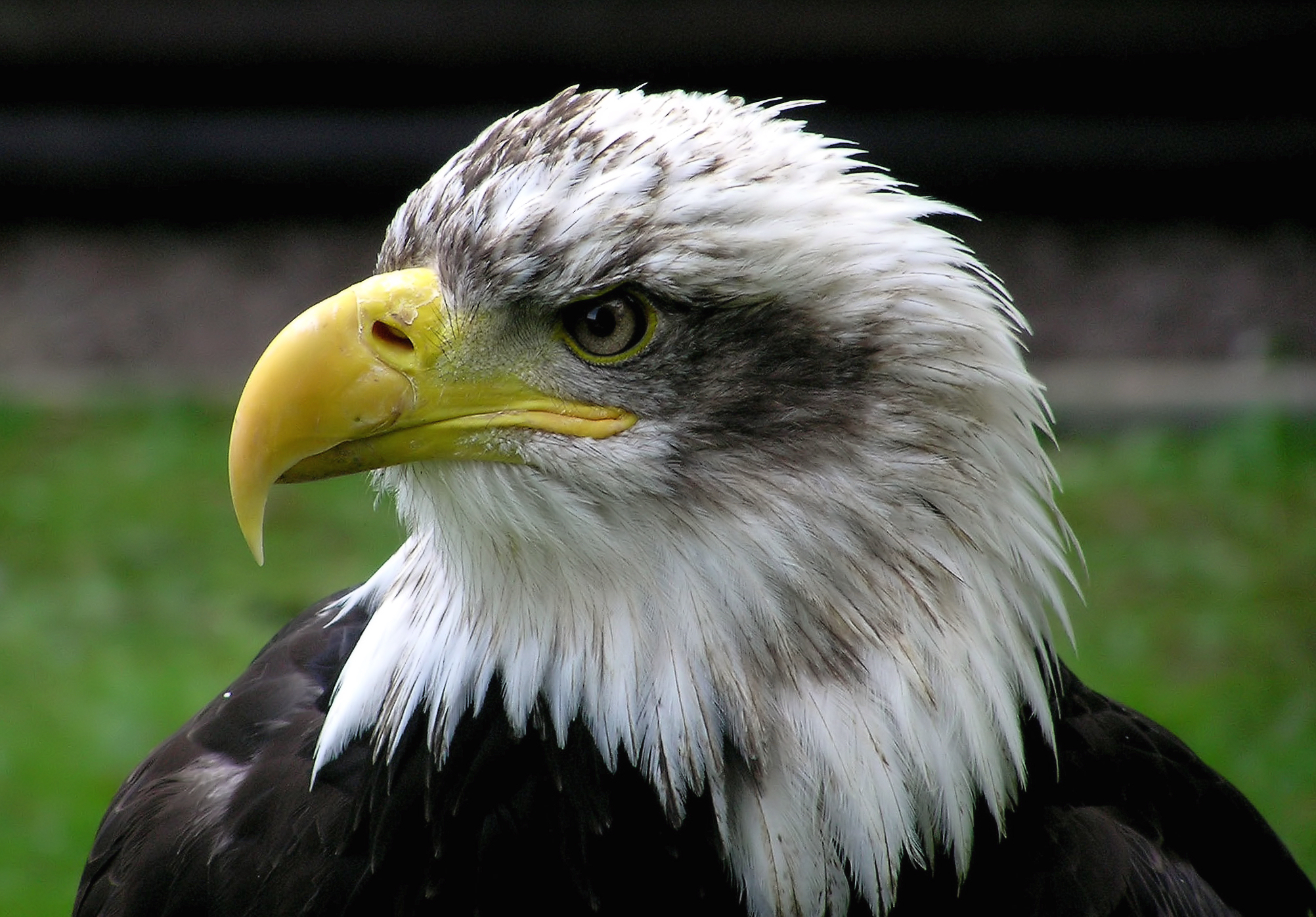
Однією з відмітних ознак цього птаха є біле оперення голови.

Голос птаха дуже слабкий, і складається з семи або восьми нот, що слідують одна за одною досить швидко, але з очевидною трудністю, нібито істота, що їх відтворює, задихається. Цей звук нагадує сміх або хихикання. Голос може нагадувати як високий і пронизливий свист, щось ніби «квік-кік-кік-кічок» або «кі-кі-кі-кі-кі-кі-кер», так і низький, що нагадує «как-как-как-как-как».
Дискримінаційний аналіз сонограм, проведений в 1983—1986 роках у центральній Аризоні, дозволяє успішно розпізнати 83—100 % особин. У цьому дослідженні протягом шлюбного сезону спостерігалася істотна мінливість 1—3 з 4 зважених характеристик сонограми, зареєстрована у 14 з 16 досліджених птахів. Помітна мінливість від року до року в характеристиках сонограм робить довгострокове ототожнення індивідуальних білоголових орланів за звуковими характеристиками проблематичним.
Завдання голосових сигналів загалом залишаються невідомими. Проте попередні дані описують три відмітні виклики під час наближення людини до гнізда птахів. «Пронизливий крик» зустрічається рідко. «Дзвін», що частіше надається у відповідь на наближення людини, складається з високого, довгого, подібного до крику чайки звука, і повторюється 3—5 разів. «Щебет» є найзагальнішою відповіддю і зазвичай складається з 3 або 4 ввідних нот, відокремлених короткими (до 1 с) паузами, та завершується швидкою послідовністю низхідних нот, зазвичай 6—9 у послідовності («квіт-квіт-квіт-квіт-кі-кі-кі-кі-кер»).
Самиці також мають дуже характерний поклик з кількох високих нот, що повторюються кілька разів, здається, він служить сигналом до самця про готовність до спаровування. Як самці, так і самиці часто надають звукові сигнали, кружляючи над гніздом або після повернення до нього, що, мабуть, є деякою формою вітання, але фактична функція залишається невідомою. Птахи також вигукують сигнал загрози («дзвін») для відбиття нападу інших хижаків на спільні місця годування.

### Підвиди
Виділяють два підвиди білоголового орлана, що розрізняються за розміром і вагою, територіально розділених приблизно по 38° пн. ш.:
- H. l. leucocephalus — південний, менший за розміром підвид. Довжина (хорда) крила, в середньому, становить 52,9 см у самців і 57,7 см у самиць, довжина хвоста 24,9 см і 27,1 см відповідно.
- H. l. washingtoniensis — північний, більший підвид. Довжина (хорда) крила, в середньому, становить 58,9 см у самців і 66,0 см у самиць, довжина хвоста 31,0 см і 33,9 см відповідно[15].

### Зовнішні відмінності від схожих видів
- Беркут (Aquila chrysaetos) зовні нагадує білоголового орлана, що не досяг статевої зрілості (у дорослих птахів відрізняється забарвлення голови), але має майже повністю (до цівки пальців) оперені ноги. Якщо в молодого орлана все тіло покрите білими плямами, то в молодого беркута — тільки основи крил і хвоста.
- Гриф-індичка (Cathartes aura) має непропорційно маленьку і частково позбавлену пір'я голову, а також набагато блідіше оперення.

## Розповсюдження

### Ареал
Білоголовий орлан поширений на величезній території Північної Америки: на півночі ареал обмежений Алеутськими островами, центральною Аляскою, центральною Канадою до Лабрадора і Ньюфаундленда; на півдні Нижньою Каліфорнією в Мексиці, американським штатом Нью-Мексико і узбережжям Мексиканської затоки до Флориди. Щільність гніздовій представлена нерівномірно — найбільша кількість птахів зареєстрована в американських штатах Флорида, Вірджинія, Меріленд, Мен і Вашингтон, а також в районах навколо Великих озер.
До недавнього часу були одиничні повідомлення про присутність цих птахів на російському Далекому Сході. Першими на території Росії їх виявили учасники Другої Камчатської експедиції Вітуса Беринга в 1741—1742 роках: у своєму звіті про плавання офіцер російського флоту Свен Ваксель вказав, що під час зимування на Командорських островах дослідники харчувалися м'ясом цих птахів. Відомий норвезько-американський натураліст і мандрівник Леонард Штейнеґер (норв. Leonhard Hess Stejneger), досліджуючи в 1882—1884 роках Командорські острови, також виявив цих птахів, що гніздилися на острові Беринга. Пізніше були лише окремі повідомлення про спостереження цих птахів: у 1920-х роках в районі бухти Лісинської, у 1977 році в долині річки Авачі, в 1990 році в гирлі річки Кам'янки на острові Беринга і в 1992—1993 роках на озері Курильському, ймовірно всі ці птахи являли собою одиничні екземпляри, що залетіли туди під час перельоту. Також під час перельоту білоголові орлани інколи потрапляють до Ірландії, останній такий візит був зареєстрований в 1987 році.

### Місця проживань

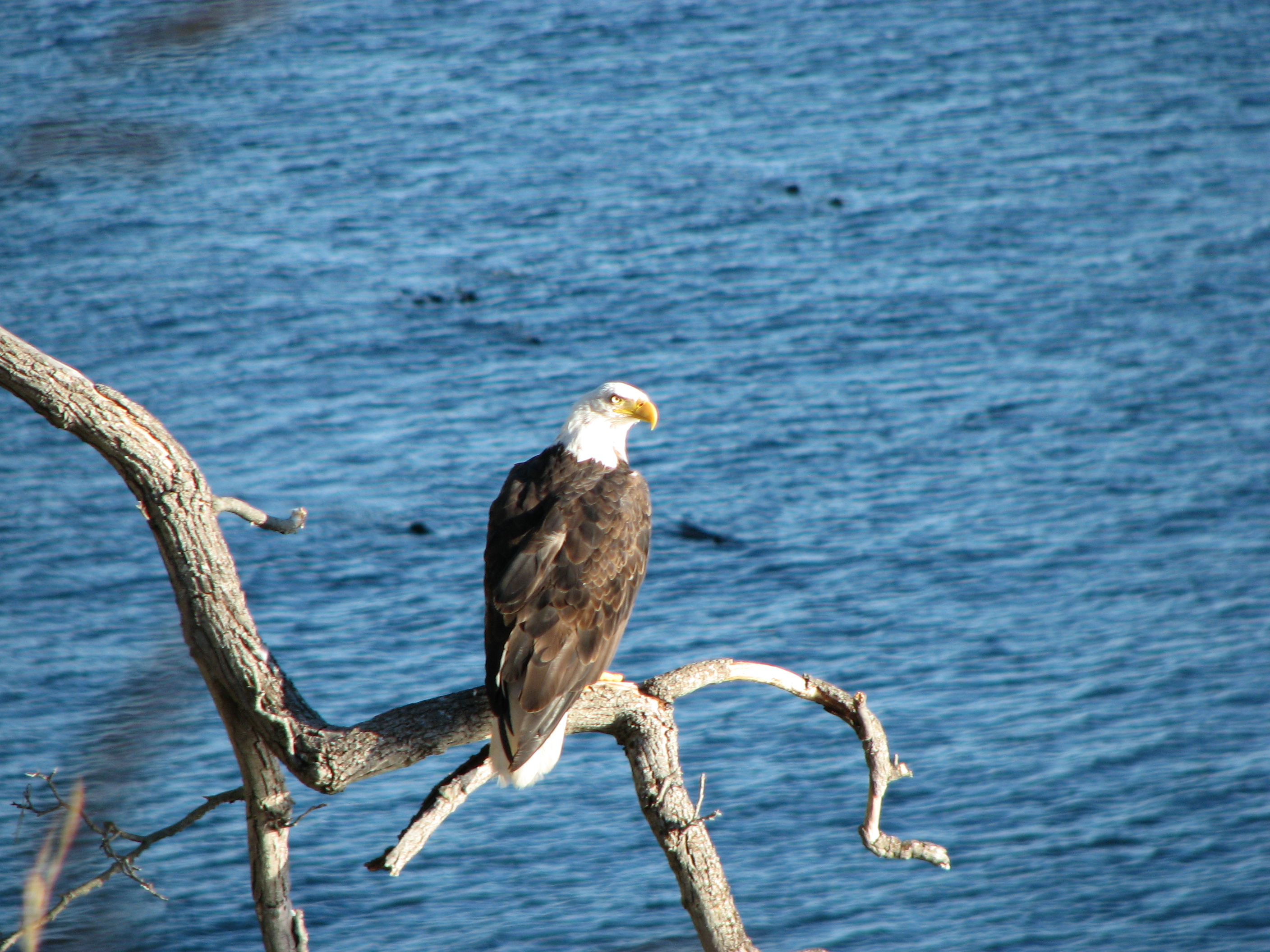
Орлан завжди селиться недалеко від води — океану, озера або великої річки.

Білоголовий орлан селиться поблизу від відкритої води (на відстані не більш кілометра) — великого озера, океану або річки, що дозволяє йому мати поблизу добру кормову базу. Ще однією необхідною умовою для гніздування є наявність великих дерев з відкритою кроною, здатних протягом ряду років витримувати велике гніздо. Часто для цієї мети використовуються жовта сосна (Pinus ponderosa), веймутова сосна (Pinus strobus), веймутова гірська сосна (Pinus monticola), псевдотсуга Мензіса (Pseudotsuga menziesii), лопатевий дуб (Quercus lobata) і дуб Келлога (Quercus kelloggii). Як правило, птахи вибирають найвище, часто домінантне, дерево в окрузі, що дозволяє їм мати хороший огляд і можливість вільного польоту. Птах воліє гніздиться подалі (не менше ніж 1,2 км) від людського житла і поблизу від водоймищ з достатньою кількістю риби. Птахів, що зимують у штатах Нью-Мексико і Аризона, часто можна побачити на великих мертвих корчах.

### Міграція
Птахи, що мешкають на океанському узбережжі, як правило ведуть осілий спосіб життя, включаючи і північні популяції Аляски і Канади. Птахи внутрішніх водоймищ мігрують на невеликі і середні відстані. Наприклад, дослідження, проведене в материковій частині Аляски, показало, що деякі птахи, що гніздяться в цих районах з кінця березня по другу половину жовтня, в зимовий час були виявлені в південній частині Британської Колумбії, в центральній частині штату Вашингтон і на північному заході Вайомінгу. Інше дослідження, що проводилося в Мічигані, показало, що птахи швидше не мігрують, а кочують в місця, вільні від криги. У загальному випадку можна сказати, що птахи починають відлітати тільки в тому випадку, якщо замерзла вода серйозно обмежує кормову базу, або у разі виключно холодної зими. Як правило, птахи мігрують поодинці, хоча в цей період вони можуть збиратися невеликими групами на нічліг або в місцях скупчення дичини. Як правило, молоді птахи північних популяцій і птахи, що не досягли статевої зрілості, починають міграцію раніше, повертаються до місць гніздовій пізніше і переміщаються на південь далі. Незвичайний маршрут міграції спостерігається у молодих птахів південних популяцій, зокрема у Флориді: звільнившись з-під батьківської опіки, вони мігрують на північ, убік Чесапікської затоки і навіть Ньюфаундленду.

## Спосіб життя

### Розмноження

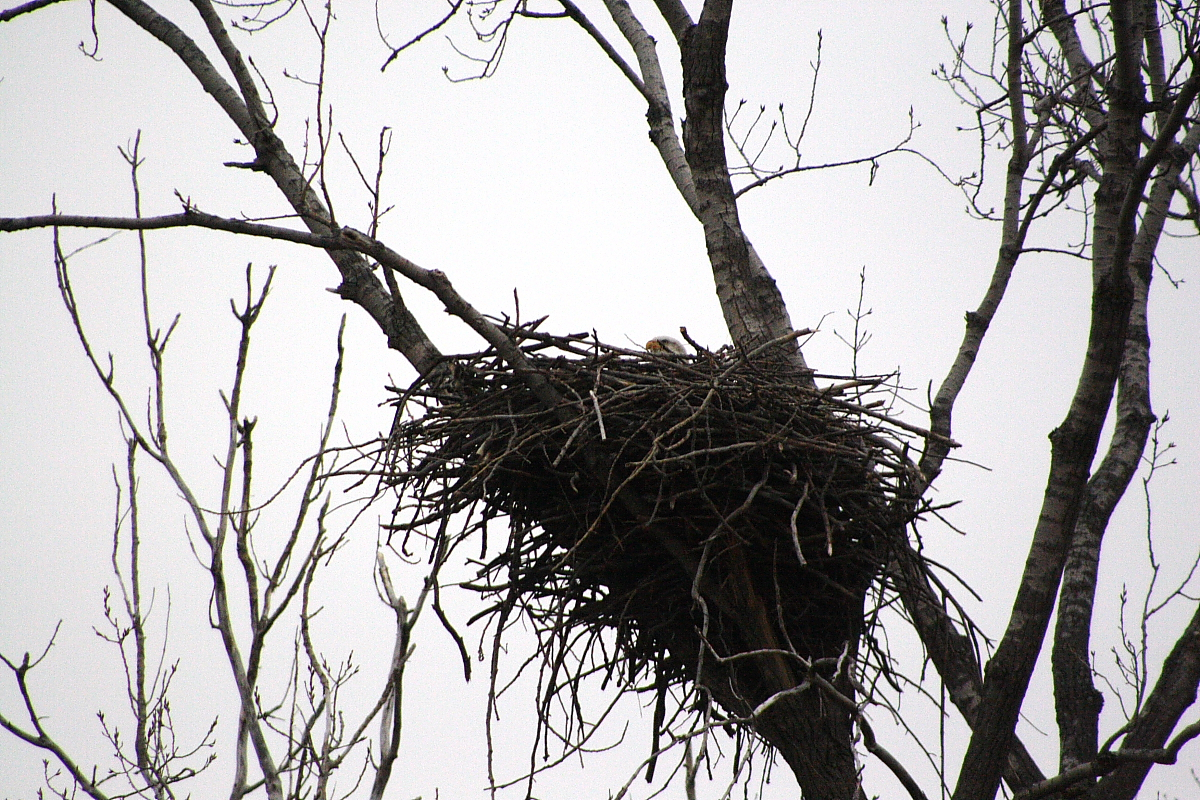
Гніздо будується на вершині великого дерева з хорошим краєвидом навколо

Статева зрілість у білоголового орлана настає у віці 4—6 років. Верхній віковий поріг відтворення в дикій природі вивчений недостатньо, проте в умовах утримання в неволі самиці відкладають яйця максимум в 15-річному віці. Білоголовий орлан моногамний, пара зберігається протягом усього життя в разі осілості або тримається разом протягом року. Якщо в парі одна особина гине, друга знаходить собі нову половину. Щільність гніздувань залежить від території — у лісистій місцевості за відсутності людського житла відстань між двома сусідніми гніздами може становити 1,2 км, а уздовж річок, де гнізда розташовані лінійно, 8,05 км.
Велике чашоподібне гніздо будується на верхівці високого живого дерева з хорошим оглядом навколо і поблизу від відкритої води — озера або моря. Середня висота розташування гнізда в районі Чесапікської затоки становить 27 м. У окремих випадках, якщо в районі гніздівлі дерева відсутні, гніздо влаштовується на краю скелі або на землі у важкодоступному для наземних хижаків місці. Як будівельний матеріал використовуються великі гілки дерев, які скріпляються травою, стеблами кукурудзи, сухими водоростями тощо. Ширина гнізда становить близько 1,5 м, глибина близько 1 м. Одне і те ж гніздо може використовуватися протягом кількох років поспіль, хоча часто пара має поблизу ще одне або декілька запасних гнізд і використовує їх поперемінно. У спорудженні гнізда беруть участь обидва батька, проте укладанням гілок займається в основному самка. Хоча основне будівництво відбувається до кладки яєць, пізніше самець і самиця додатково укріплюють його.

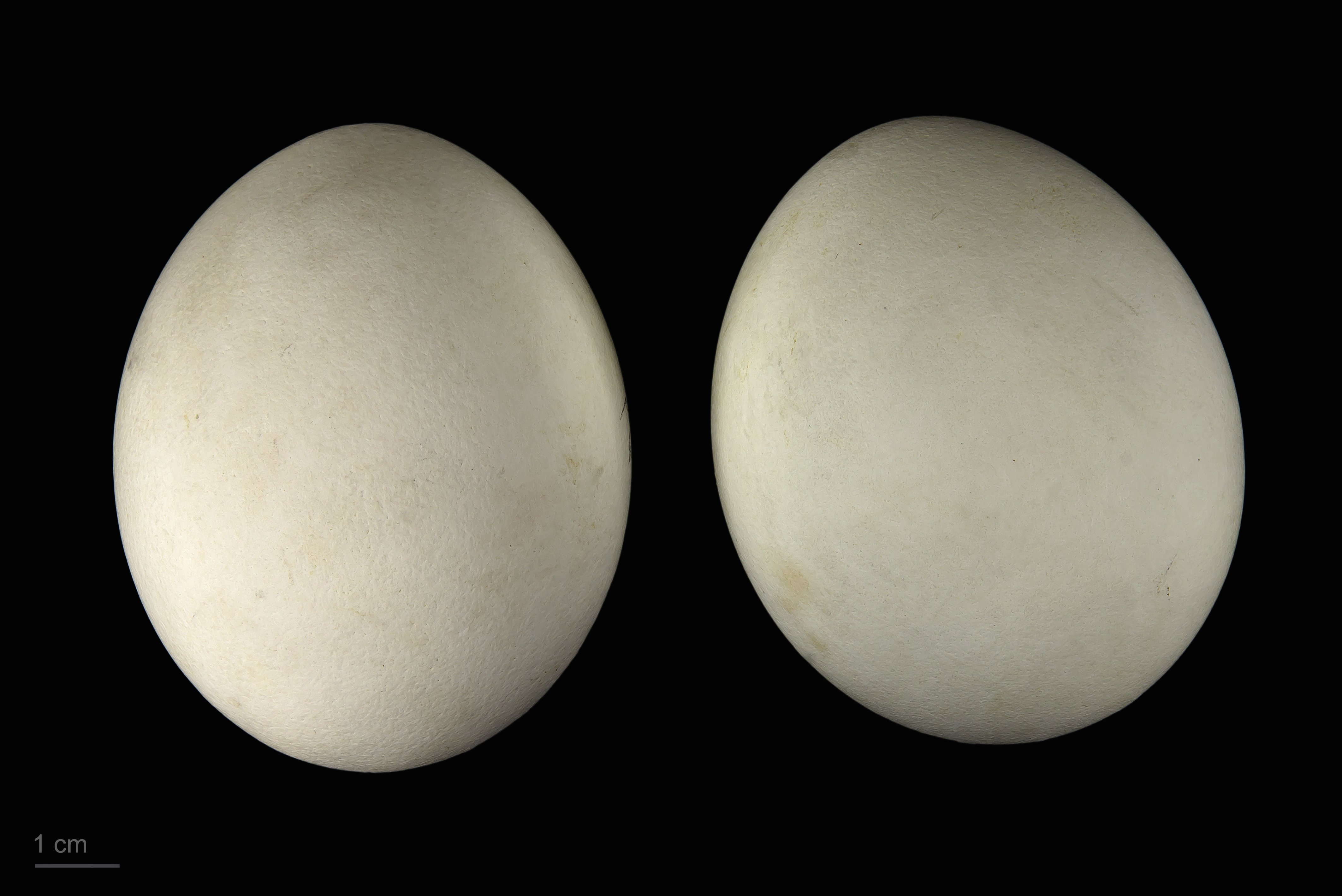
Яйця білоголового орлана в оологічній колекції, Тулузький музей

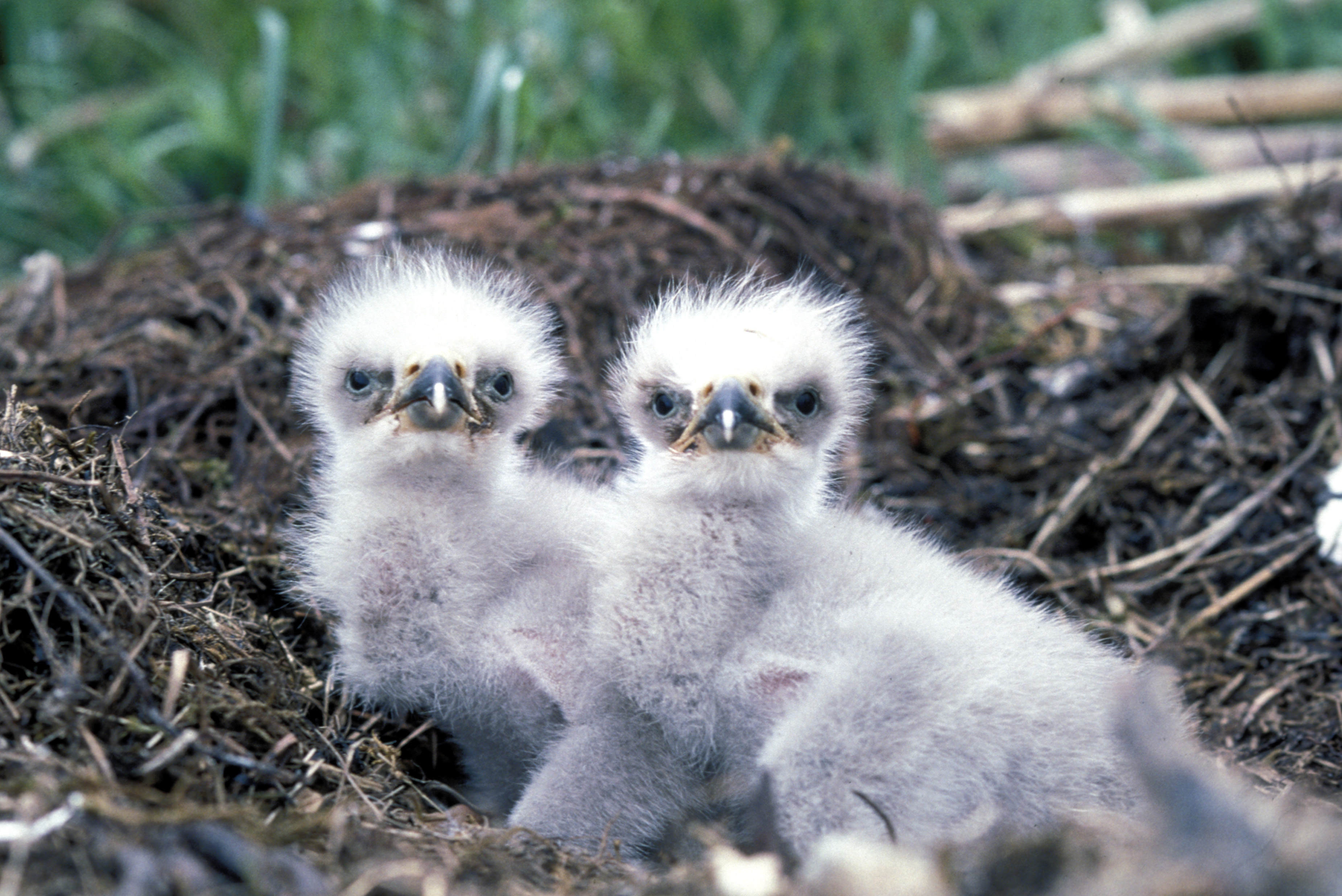
Пташенята, що нещодавно вилупилися, перший час покриті пухом.

Початок періоду розмноження дещо розрізняється залежно від широти, але в цілому відкладення яєць відбувається один раз на рік, в середині січня — березні. Самиця зазвичай відкладає 1—3 (частіше всього 2) матово-білих яйця з проміжком у день-два. У випадку, якщо з якої-небудь причини перша кладка втрачена, самиця здатна відкласти повторно. Інкубаційний період становить 34—38 днів, насиджує велику частину часу самиця, хоча самець зрідка підміняє її. Пташенята вилуплюються в тому ж порядку, що і були відкладені яйця, так що помітно відрізняються один від одного за розміром. Пташенята, що з'явилися, покриті пухом і безпорадні; перші два-три тижні один із батьків постійно перебуває у гнізді — переважно це робить самиця, тоді як самець добуває корм. Пташенята змагаються одне з одним за доступ до їжі, і часто молодші гинуть з голоду. У віці приблизно шести тижнів вони вчаться розривати шматочки їжі і перестрибувати з гілки на гілку, а за 9—14 тижнів здійснюють свій перший політ. Навчившись літати, пташенята ще протягом 2—10 тижнів проводять час недалеко від батьків, після чого починають самостійне життя.

### Харчування

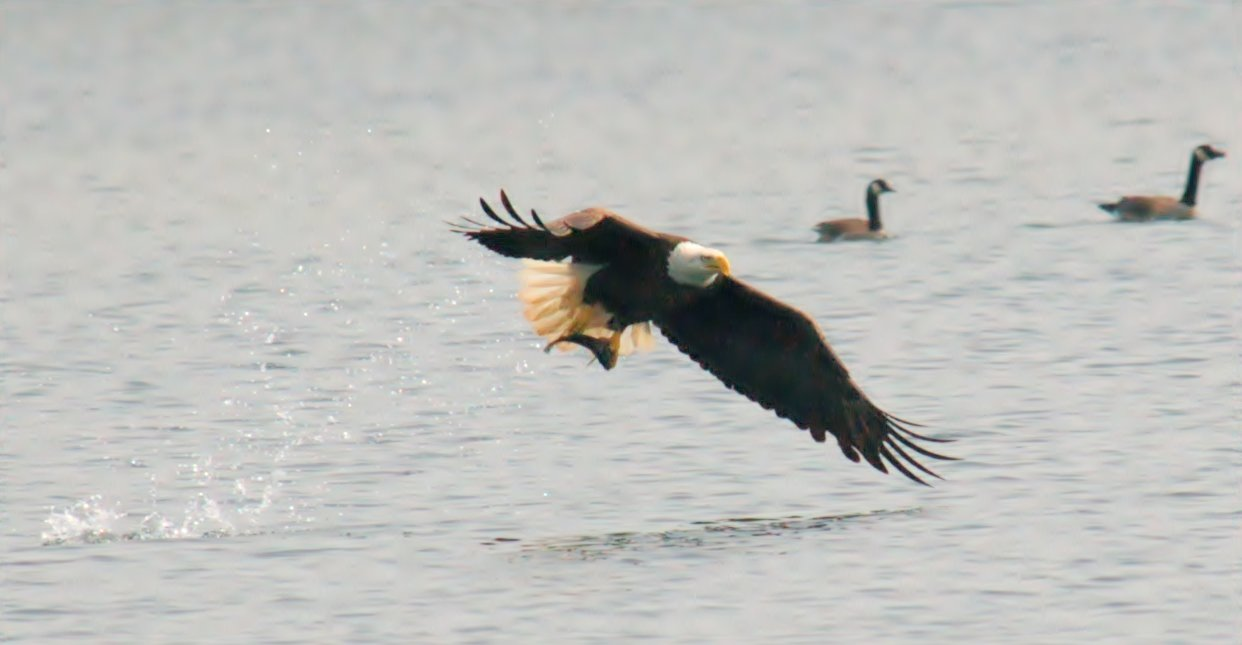
Білоголовий орлан із спійманою рибою

Білоголовий орлан — хижа тварина, він полює переважно на водних тварин — рибу і дрібних водоплавних птахів. Крім того, споживає плазунів, земноводних, ракоподібних, невеликих ссавців і безхребетних. Іноді споживає падло, у тому числі і занепалу домашню худобу. Перевага у їжі може дещо варіювати залежно від сезону і доступності в даній місцевості: наприклад, в холодний час року качки можуть дещо превалювати перед іншою їжею. Основу раціону становить риба (приблизно 56 %), яку орлани видивляються під час ширяння в небі і хапають близько від поверхні води. В період розмноження воліють полювати на більші види риб. Зокрема, ловить сіроспинок (Alosa pseudoharengus), смугастих щук (Esox niger), американських білих лавраків (Morone americana), американських сомів-кішок (Ictalurus spp.), малоротих окунів (Micropterus dolomieui), американських вугрів (Anguilla rostrata), лососів (Oncorhyncus spp.), чукучанів (Catostomus spp.) та деяких інших риб. Інша важлива складова раціону білохвостих орланів — середнього розміру птахи (близько 28 %), головним чином водоплавні: мала рябодзьоба пірникоза (Podilymbus podiceps), канадська казарка (Branta canadensis), американська лиска (Fulica americana), крижень (Anas platyrhynchos), шилохвіст (Anas acuta) та інші. Частка ссавців становить 14 %, серед них калани (Enhydra lutris), зайці (Lepus spp.) і лучні собачки (Cynomys spp.). Серед плазунів найчастіше полює на черепах. У 14 із 20 гнізд Нью-Джерсі, які досліджувалися, було виявлено їхні рештки. Основні види — мускусна черепаха звичайна (Sternotherus odoratus), горбиста черепаха (Malaclemys terrapin) та молоді кайманові черепахи (Chelydra serpentina).
Полювання найчастіше відбувається в ранкові години, рідше пополудні. Птах кружляє над поверхнею води недалеко від берега або сидить на гілці в засідці. Іноді полює організовано разом з іншими птахами. Якщо є така можливість, особливо в зимову пору року, поїдає падло, причому до останків великих тварин може повертатися кілька днів поспіль. Крім того, краде здобич у інших видів птахів (наприклад, у скопи (Pandion haliaetus)) і ссавців.

### Тривалість життя
Білоголові орлани вважаються довгоживучими птахами. В умовах дикої природи найстаріший птах був зареєстрований в районі міста Гейнс (англ. Haines) на Алясці, його вік становив 28 років. У Аризоні птахи живуть понад 12 років. В умовах утримання у вольєрах можуть жити приблизно до 36 років.

## Білоголовий орлан і людина

### Екологія і охорона

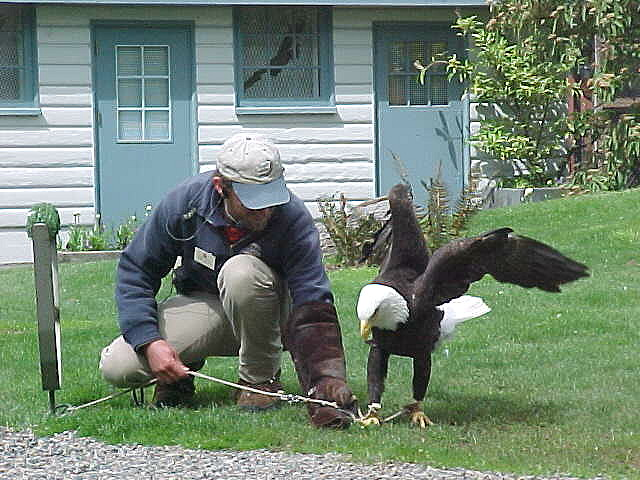
Орлани успішно розмножуються в зоопарках світу. На знімку — птах в зоопарку міста Сієтл

Найбільш рання знахідка викопних залишків білоголового орлана була виявлена в печері в американському штаті Колорадо, її вік оцінюється в 670—780 тис. років. Орнітологи припускають, що до приходу європейців на північноамериканському континенті мешкало від 25 до 50 тис. цих птахів. Перше різке зменшення популяції орланів стосується другої половини XIX століття, коли птахи масово відстрілювалися заради пір'я і трофейних експонатів. Знищувалася і кормова база цих птахів: наприклад, одним з джерел їх прожитку в зимовий період служили занепалі бізони. Багато птахів стали жертвами отруйних стрихніну і сульфату талія, які люди підсипали в туші занепалої домашньої худоби для знищення хижих птахів. Нарешті, знищувалися ліси, в яких вони гніздились. Унаслідок птахи зникли з низки регіонів, де вони раніше мешкали.
Перший федеральний документ з охорони білоголових орланів припадає на 1940 рік, в якому президент США Франклін Рузвельт підписав Закон про охорону білоголового орлана. Згідно з цим документом зокрема заборонялося відстрілювати, продавати і володіти цими птахами. Стабілізація чисельності, що почалася після закінчення Другої світової війни, була знов перервана, цього разу через інтенсивне використання ДДТ — інсектициду, що використовувався проти комах-шкідників і порушував нормальний розвиток яєць птахів. У підсумку федеральний уряд США в 1967 році вирішив внести популяції білоголового орла південніше 40° пн. широти до списку видів, що перебувають під загрозою зникнення, що припускало подальші заходи для його охорони. У 1972 році ДДТ був офіційно заборонений до застосування в США, і чисельність птахів почала збільшуватися. Внаслідок природоохоронних заходів до 1998 року популяція птахів в материковій частині США збільшилася більш ніж в 10 разів порівняно з 1963 роком і перевищила 5700 особин. Зрештою порушили питання про вилучення орлана з переліку видів, що перебувають під загрозою зникнення, яке в наш час[коли?] розглядається.
Окрім законодавства США, білоголовий орлан також охороняється і низкою міжнародних угод, наприклад Угодою між Російською Федерацією та США про охорону мігруючих птахів.

### Утримання в неволі

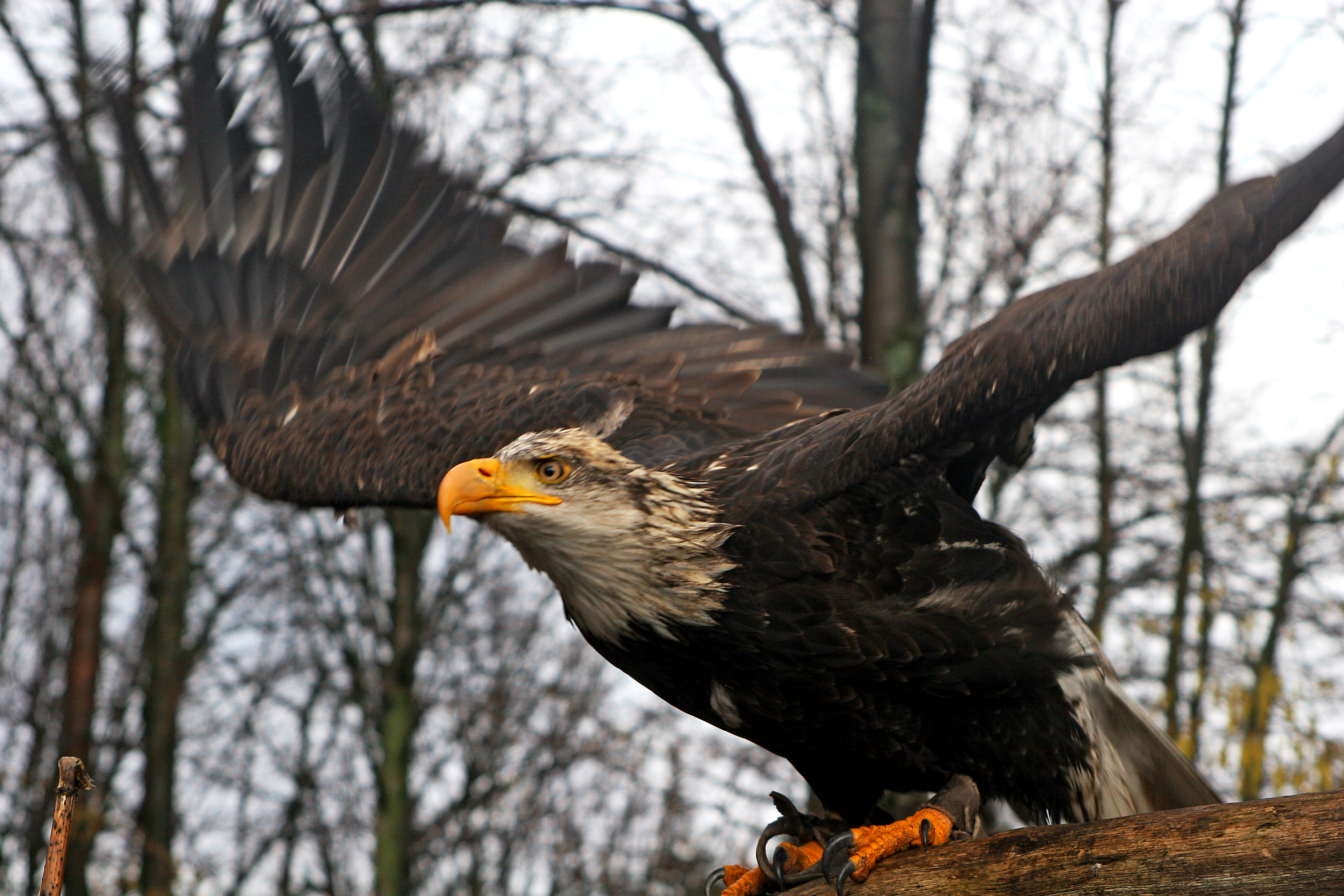
Білоголовий орлан з опутинкою для соколиного полювання

Білоголовий орлан популярний серед любителів соколиного полювання, проте таке використання заборонене законом на території США. Сокільницькі центри, де використовується цей птах, переважно розташовані в Канаді та за межами його ареалу, наприклад у Великій Британії, проте і в цих країнах потрібна спеціальна ліцензія для цієї мети.
Для утримання цього птаха в неволі на території США необхідний дозвіл, що зазвичай видається лише публічним освітнім установам, причому зазвичай отримати можна лише пораненого птаха, якого неможливо випустити на волю. Крім того, для утримання в неволі птах вимагає достатнього простору. В неволі птах дуже неспокійний, і не дуже годиться для публічних показів.
Також дозвіл на отримання птаха може видаватися індіанським племенам для релігійних цілей. Найчастіше індіанці використовують пір'я птаха для різноманітних церемоній.
Білоголовий орлан живе в неволі дуже довго, проте розмножується погано, навіть за найкращих умов.

### Національний символ США

Велика печатка Сполучених Штатів

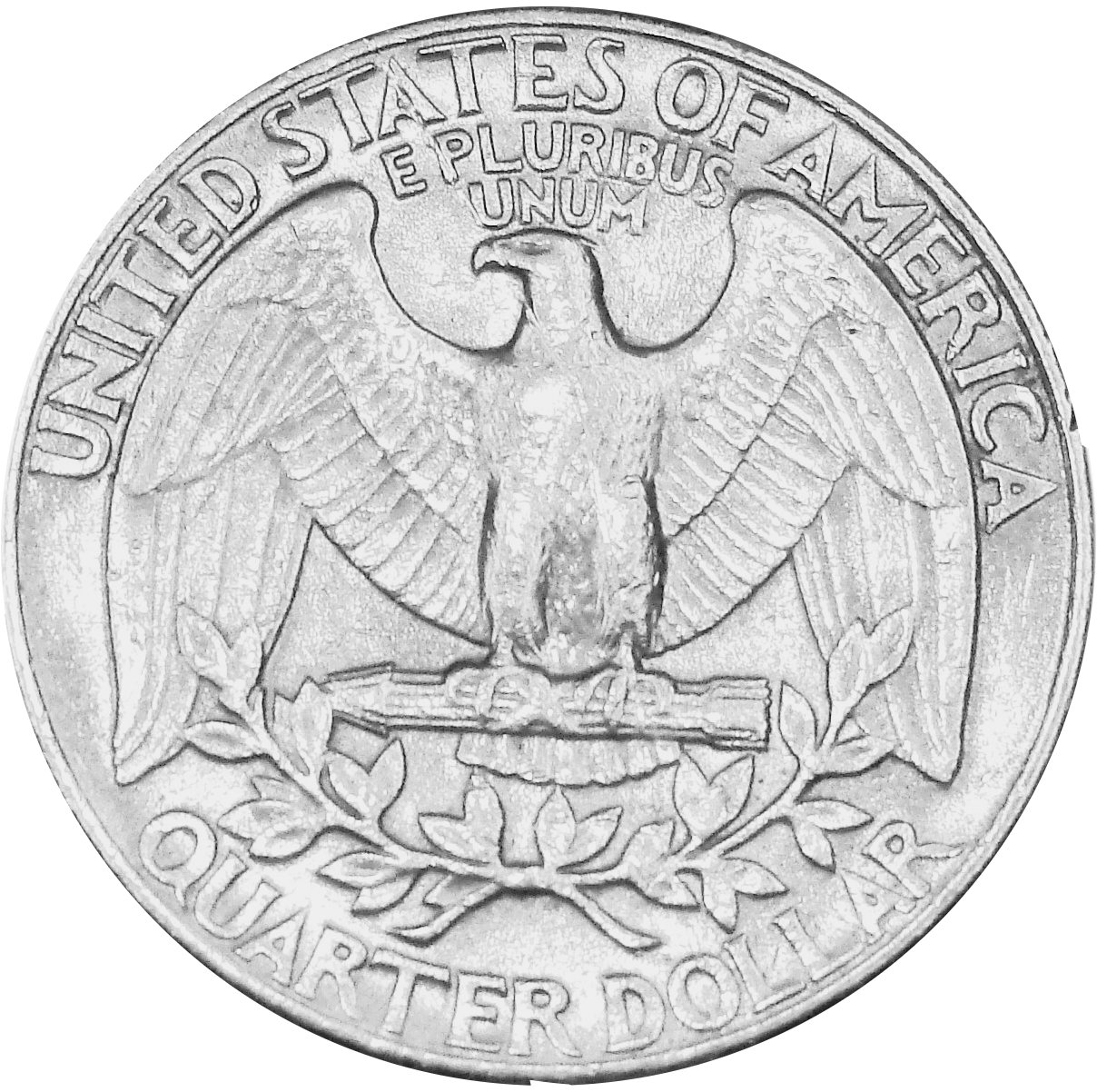
Зображення птаха на американській 25-центовій монеті

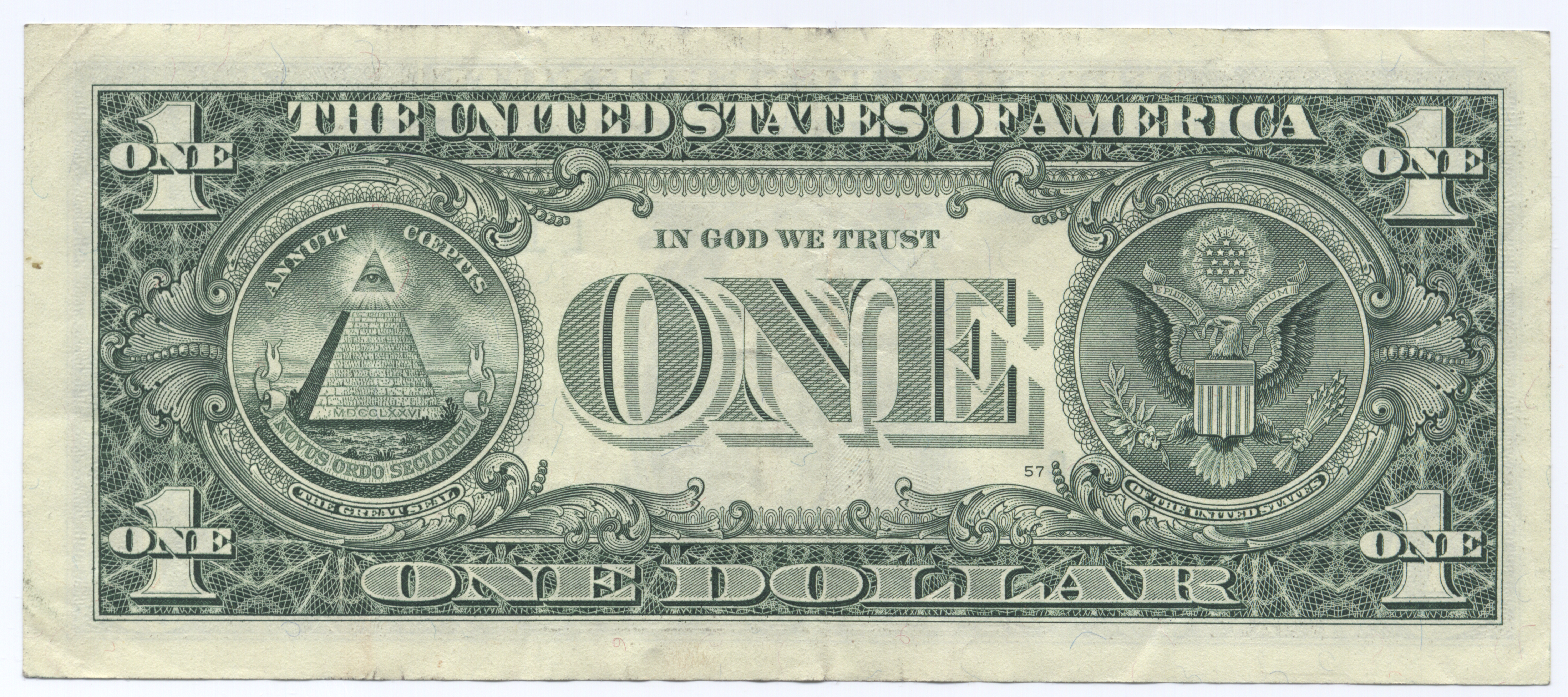
Зображення Великої печатки з білоголовим орланом на правій стороні грошової купюри в один долар

20 червня 1782 року білоголовий орлан офіційно став іменуватися національним символом Сполучених Штатів Америки після того, як Континентальний конгрес після шестирічних запеклих дебатів проголосував за сучасне зображення державного герба цієї країни — Великої печатки.
У центрі герба зображений орлан з розпростертими крилами, який у дзьобі тримає сувій з написом латинською мовою: «E Pluribus Unum», що можна перекласти як «З багатьох — один» — гасло, призначене об'єднати націю. У одній лапі орлан стискає 13 стріл, у другій — оливкову гілку. Проте ще до затвердження герба зображення орлана з'явилося в 1776 році на монеті штату Массачусетс вартістю в 1 цент.
Один з батьків-засновників держави Бенджамін Франклін, що доклав немало зусиль для затвердження Великої печатки, пізніше в листі до своєї дочки признався про свій жаль обрання цього птаха як символу, віддавши перевагу іншому північноамериканському виду — індичці (Meleagris gallopavo):
|  | Особисто я не хотів би, щоб білоголовий орлан був вибраний представляти нашу країну. Цей птах з поганими моральними рисами. Він не заробляє на життя чесною працею. Його можна побачити сидячим на мертвому дереві біля річки, де він навіть лінується сам ловити рибу, а натомість спостерігає за роботою яструба, що полює за рибою; а коли той працелюбний птах нарешті хапає рибу і приносить її в гніздо для своєї половинки і пташенят, білоголовий орлан переслідує його і відбирає здобич. При всій цій несправедливості його ніколи не можна помітити в добрих справах, зате подібно до людей, що живуть шахрайством і грабежами, він як правило жебрак і дуже часто огидливий. Крім того, він боязкий: маленька, не більше горобця, пташка-тиран нахабно атакує його і видворяє зі своєї ділянки. Тому він у жодному випадку не може бути символом хороброї американської держави, яка прогнала всіх тиранів з нашої країни. По правді кажучи, індичка в порівнянні з ним набагато респектабельніший птах, і до того ж дійсна уродженка Америки. Не зважаючи на те, що вона виглядає трохи самовдоволеною і слабкою, це хоробрий птах, і без вагань нападе на гренадера британської гвардії, який дозволить собі вторгнуться в її володіння в своєму червоному мундирі. Оригінальний текст (англ.) For my own part I wish the Bald Eagle had not been chosen the Representative of our Country. He is a Bird of bad moral character. He does not get his Living honestly. You may have seen him perched on some dead Tree near the River, where, too lazy to fish for himself, he watches the Labour of the Fishing Hawk; and when that diligent Bird has at length taken a Fish, and is bearing it to his Nest for the Support of his Mate and young Ones, the Bald Eagle pursues him and takes it from him. With all this Injustice, he is never in good Case but like those among Men who live by Sharping & Robbing he is generally poor and often very lousy. Besides he is a rank Coward: The little King Bird not bigger than a Sparrow attacks him boldly and drives him out of the District. He is therefore by no means a proper Emblem for the brave and honest country of America who have driven all the King birds from our Country… For the Truth the Turkey is in Comparison a much more respectable Bird, and withal a true original Native of America… He is besides, though a little vain & silly, a Bird of Courage, and would not hesitate to attack a Grenadier of the British Guards who should presume to invade his Farm Yard with a red Coat on. |

Пізніше за білоголового орлана заступився 35-й президент США Джон Кеннеді:
|  | Батьки-засновники зробили правильний вибір, коли вибрали білоголового орла як символ нашої нації. Люта краса і горда незалежність цього прекрасного птаха відповідним чином символізує силу і свободу Америки. Проте, як громадяни пізнішого періоду, ми не виправдаємо надану нам довіру, якщо дозволимо орланові зникнути. Оригінальний текст (англ.) The founding fathers made an appropriate choice when they selected the Bald Eagle as the Emblem of our nation. The fierce beauty and proud independence of this great bird aptly symbolizes the strength and freedom of America. But as latter day citizens we shall have failed а trust if we permit the Eagle to disappear. |

Нині стилізоване зображення орлана широко використовується в різних державних атрибутах, зокрема президентському і віцепрезидентському штандартах, жезлі Палати представників, армійських прапорах, грошовій купюрі в один долар і 25-центовій монеті.

### Релігійне значення

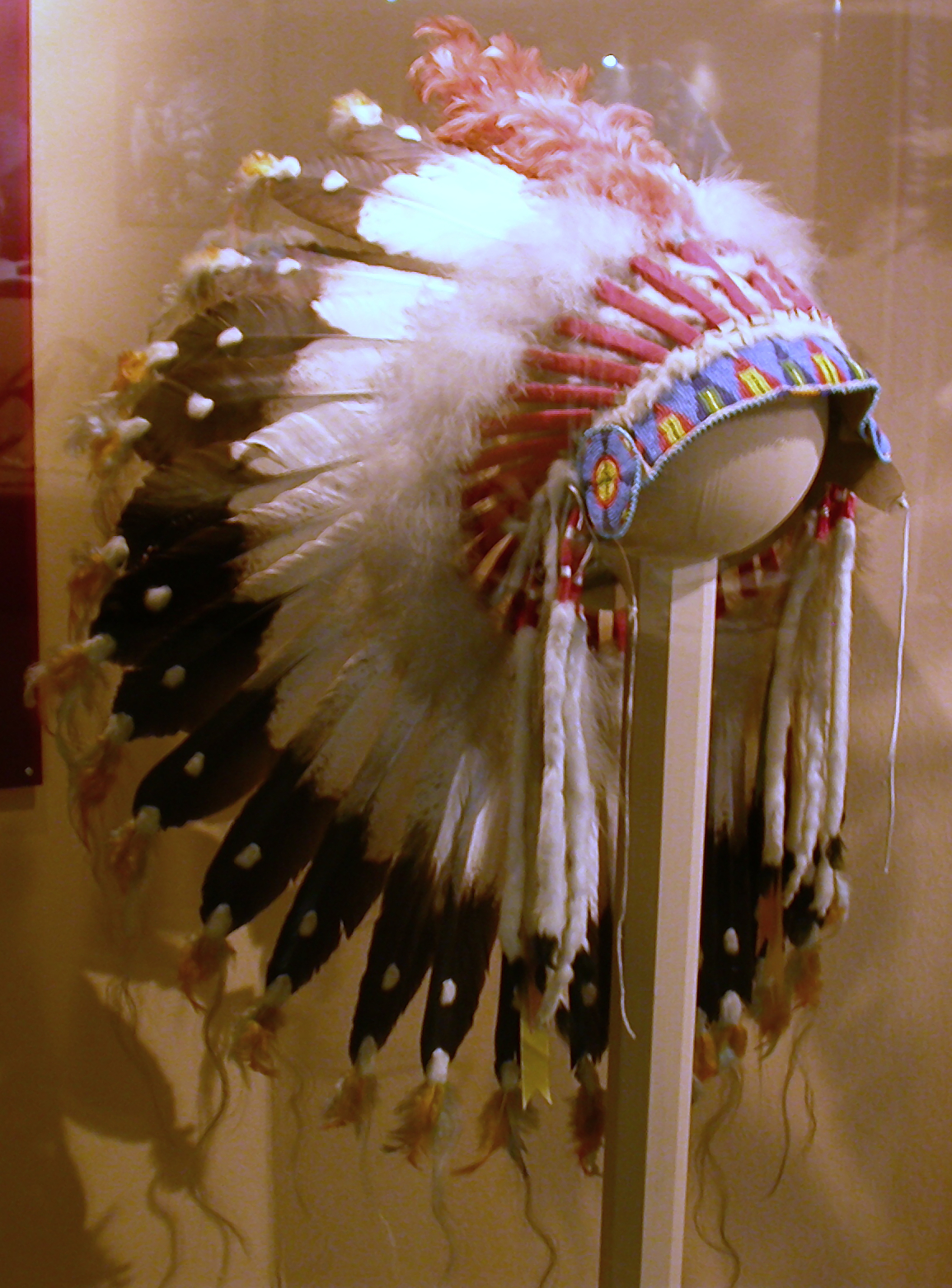
Військовий головний убір індіанців Сіу з пір'я орлана

Деякі індіанські культури розглядають білоголового орлана разом з беркутом (Aquila chrysaetos) як священного птаха, часто він вважається посередником між людиною та богами, а його пір'я посідає центральне місце в релігійних звичаях цих народів. Часто птахи, їх пір'я та інші частини тіла є об'єктом поклоніння, і за значущістю їх можна порівняти з біблією або розп'яттям. Пір'я цього птаха використовується для виготовлення багатьох церемоніальних виробів, наприклад віял і головних уборів, Індіанці племені лакота також використовують пір'я як данину пошани в церемоніях шанування великих досягнень, таких як успішне правління або хоробрість.
Протягом Танцю Сонця, що проводиться багатьма індіанцями Центральних рівнин, орел зображується кількома способами. Гніздо орлана символізується вилкою будинку, де проводиться танець. Свисток, зроблений з кістки крила орлана, використовується протягом всього танцю. Також впродовж танцю індіанський шаман направляє своє віяло, зроблене з пір'я орлана, на хворих, яких потрібно вилікувати. Шаман торкається віялом центральної колони будинку, а потім пацієнта, символічно передаючи йому силу, після чого направляє віяло угору, щоб орлан відніс прохання людини до богів.
Попри історичну практику підношення пір'я не індіанцям або індійцям інших племен, справжні американські федеральні закони дозволяють тільки представникам певних культур здобувати пір'я білоголових орланів і беркутів. Спроба розширити це обмеження зустріла опір тих індіанських племен, які, навіть маючи дозвіл на руках, вимушені по декілька років чекати придатного для релігійних потреб екземпляра.